# Milan Nikolić (baloncestista)
Milan Nikolic (nacido en Čačak, Serbia, el 15 de agosto de 1992) es un baloncestista serbio. Con una altura de 201 cm su posición en la cancha es la de alero.

## Trayectoria
Jugó durante las temporadas 2014-15 y la 2015-16 en el Sloboda Uzice de su país natal, promediando 8.6 puntos, 4.2 rebotes y 1 asistencia en la más reciente.
En 2016 firma por el CB Prat de la Liga LEB Oro, completando la temporada 2016-17 con promedios de 6.1 puntos y 3.3 rebotes en 16.6 minutos por encuentro.
Regresa a la liga serbia para disputar la temporada 2017/18 en las filas del KK Dunav Stari, acreditando 14.2 puntos, 6 rebotes y 2 asistencias. Renueva con el mismo club y mantiene sus números durante la temporada 2018/19, en la que firma 14.2 puntos, 5.5 rebotes y 2.3 asistencias, destacando además en el tiro de tres puntos, disciplina en la que alcanza un porcentaje de acierto del 45%.
En agosto de 2019 se anuncia su regreso a España para disputar la temporada 2019/20 con el Cáceres Patrimonio de la Humanidad, club de LEB Oro, promediando 7 puntos y 2.4 rebotes en los 24 partidos que disputó hasta la conclusión prematura de la temporada por la pandemia de coronavirus.
En la temporada 2020/21 firma con el Spišská Nová Ves de la liga eslovaca, donde promedia 13.5 puntos, 5.2 rebotes y 2.2 asistencias por encuentro.
Inició la temporada 2021/22 en el Zlatibor Cajetina de la liga serbia, disputando cuatro partidos antes de recalar en el KK Slodes Beograd de la misma competición. Juega únicamente dos encuentros y finalmente ficha por el Olomoucko Prostejov de la liga checa, donde promedia 10 puntos y 5.4 rebotes.

## Clubes
- KK Sloboda Užice (2014-2016)
- Club Bàsquet Prat (2016-17)
- KK Dunav Stari (2017-19)
- Cáceres Patrimonio de la Humanidad (2019-20)
- Spišská Nová Ves (2020-21)
- Zlatibor Cajetina (2021)
- KK Slodes Beograd (2021)
- Olomoucko Prostejov (2021-22)